# Medizinischer Dienst des Spitzenverbandes Bund der Krankenkassen

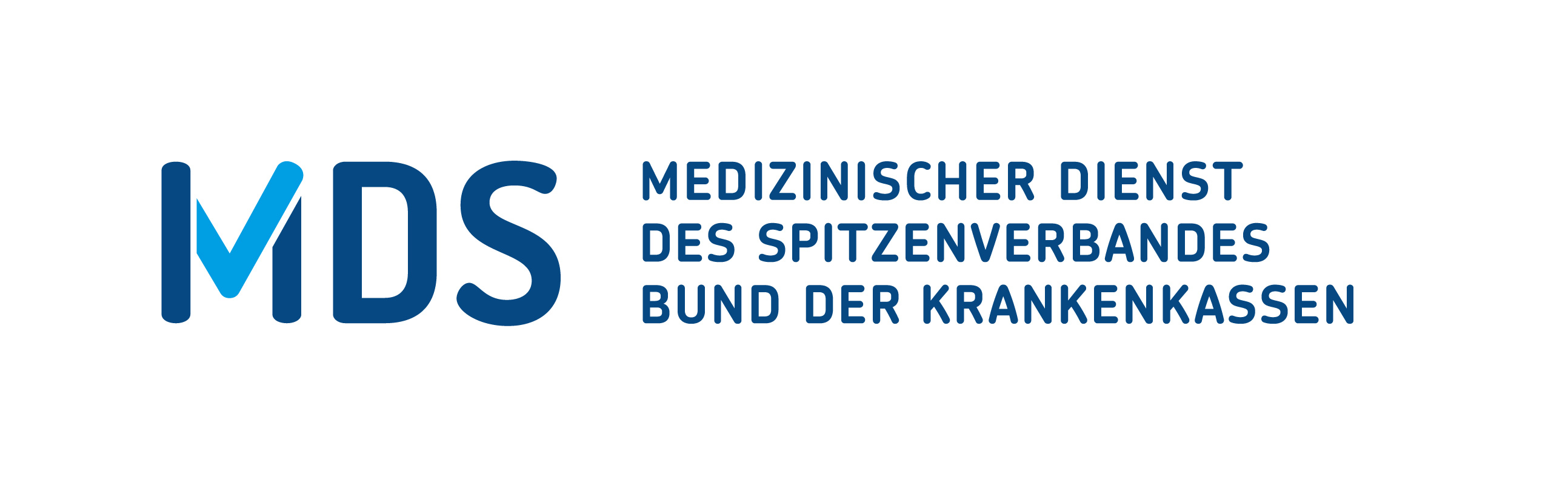
Logo des Medizinischen Dienstes des Spitzenverbandes Bund der Krankenkassen e. V.

Der Medizinische Dienst des Spitzenverbandes Bund der Krankenkassen (MDS) war der Interessenverband der Medizinischen Dienste der Krankenversicherung (MDK) in den Ländern.   
Er wurde durch den Medizinischen Dienstes Bund (MD Bund), welcher zum 1. Januar 2022 als Rechtsnachfolger des MDS und in Trägerschaft der 15 Medizinischen Dienste (MD) in den Ländern errichtet wurde, ersetzt.  
Der MDS war ursprünglich am 18. Oktober 1989 als Arbeitsgemeinschaft „Medizinischer Dienst der Spitzenverbände der Krankenkassen“ nach § 282 SGB V mit Sitz in Essen gegründet worden. Am 1. Juli 2008 ging er in die Trägerschaft des Spitzenverbandes Bund der Krankenkassen (GKV-Spitzenverband) über und hieß nun „Medizinischer Dienst des Spitzenverbandes Bund der Krankenkassen“ in der Rechtsform eines eingetragenen Vereins.

## Aufgaben
Die Aufgaben des MDS waren im Sozialgesetzbuch 5 (SGB V, § 282) definiert. Der MDS koordinierte die fachliche Arbeit der 15 Medizinischen Dienste der Krankenversicherung (MDK) in den Bundesländern und beriet den GKV-Spitzenverband in medizinischen und pflegefachlichen Versorgungs-, Leistungs-, Qualitäts- und Strukturfragen.
Ein zentraler Teil der Beratung des GKV-Spitzenverbandes waren die Erstellen von Gutachten zu grundsätzlichen Fragen der medizinischen und pflegerischen Versorgung – zum Beispiel zum Nutzen neuer medizinischer Verfahren oder zur Sicherheit von Medizinprodukten. Diese nutzte der GKV-Spitzenverband für die Erfüllung seiner Aufgaben und die Beratungen im Gemeinsamen Bundesausschuss (G-BA) oder in anderen Gremien. Darüber hinaus unterstützte der MDS den GKV-Spitzenverband auch direkt als Berater in Gremien oder bei Verhandlungen.
Als Expertenorganisation arbeitete der MDS nach den wissenschaftlichen Standards der evidenzbasierten Medizin (EbM). Er stützte seine Analysen und Beratungen auf die aktuellen medizinisch-wissenschaftlichen Erkenntnisse. Der Grundgedanke einer evidenzbasierten Gesundheitsversorgung ist es, Entscheidungen durch bestmögliche wissenschaftliche Evidenz aus klinischen Studien zu stützen. Evidenzbasierte Nutzenbewertungen werden nach festgelegten methodischen Standards in einem transparenten Prozess erstellt. Sie umfassen eine systematische Suche nach klinischen Studien sowie Analyse und Zusammenfassung der Evidenz, die zu einer Fragestellung zur Verfügung steht.
Bei der Wahrnehmung ihrer Beratungsaufgaben waren die Gutachter des MDS fachlich unabhängig.
Seit 2012 betreibte der MDS den IGeL-Monitor, der seit Auflösung des MDS nun vom MD Bund weitergeführt wird. Das Internetportal bietet Versicherten eine wissenschaftlich fundierte Entscheidungshilfe für oder gegen die Inanspruchnahme von Leistungen, die sie beim Arzt selbst bezahlen müssen (Individuelle Gesundheitsleistungen – IGeL). Die Bewertungen des IGeL-Monitors basieren auf den Methoden der evidenzbasierten Medizin.
Darüber hinaus koordinierte und förderte der MDS die Durchführung der Aufgaben und die Zusammenarbeit der Medizinischen Dienste der Krankenversicherung in medizinischen, pflegefachlichen und organisatorischen Fragen. Ziel war es, die Begutachtung und Beratung nach bundesweit einheitlichen Kriterien und aktuellen Standards sicherzustellen. Dafür sorgten insbesondere Begutachtungs-Richtlinien, die der MDS gemeinsam mit dem GKV-Spitzenverband und unter Beteiligung der MDK erarbeitete. Der MDS vertrat auf Bundesebene die Interessen der MDK-Gemeinschaft gegenüber Politik, Verbänden und Öffentlichkeit in engem Zusammenwirken mit dem GKV-Spitzenverband.
Für die soziale Pflegeversicherung brachte der MDS die Erfahrungen der MDK aus den Pflegebegutachtungen und den Qualitätsprüfungen von Pflegeeinrichtungen in seine Beratungen mit ein. Außerdem wirkte er bei der Entwicklung von Normen und Standards mit. Alle drei Jahre veröffentlichte der MDS einen Bericht über die Qualität in der ambulanten und stationären Pflege. Außerdem führte er die Daten aus der Pflegebegutachtung der MDK in einer bundesweiten Statistik zusammen.
Der MDS bot Informations-Datenbanken für die MDK und die Krankenkassen und ein praxisgerechtes und zielgruppenorientiertes bundesweites Fortbildungsprogramm für die Gutachter der MDK.
Außerdem erstellte der MDS Berichte und Statistiken, die die Begutachtungen der MDK und speziell die Entwicklung in der Pflege-Qualität und Begutachtung von Behandlungsfehlervorwürfen darstellten.

## Mitglieder
Allein entscheidungsbefugtes Mitglied gemäß § 282 SGB V war
- der Spitzenverband Bund der Krankenkassen.

Als fördernde Mitglieder gehörten dem Verein die Verbände der Krankenkassen auf Bundesebene an. Sie gestalteten die gesundheitspolitische Ausrichtung des MDS mit. Dazu gehörten:
- AOK-Bundesverband
- BKK Dachverband e. V.
- IKK e. V.
- Sozialversicherung für Landwirtschaft, Forsten und Gartenbau (SVLFG)
- Knappschaft
- vdek – Verband der Ersatzkassen e. V.

Darüber hinaus konnten die Medizinischen Dienste der Krankenversicherung dem MDS als fördernde Mitglieder beitreten.

## Organe
Organe des MDS waren der Verwaltungsrat, die Mitgliederversammlung und die Geschäftsführung.
Zentrales Selbstverwaltungsgremium des MDS war der Verwaltungsrat. Ihm gehörten sieben Versicherten- und sieben Arbeitgebervertreter an, die der Verwaltungsrat des GKV-Spitzenverbandes aus seinen Reihen wählte. Zwei weitere Verwaltungsratsmitglieder stellte der hauptamtliche Vorstand des GKV-Spitzenverbands. Diese 16 Mitglieder waren stimmberechtigt. Der Verwaltungsrat beschließte die Satzung des MDS und legte Leitlinien für die Arbeit des MDS fest. Weiterhin wählte der Verwaltungsrat den Geschäftsführer und dessen Stellvertreter. Er legte die Richtlinien für die Arbeit der Geschäftsführung fest und entscheidete über die Aufnahme oder den Ausschluss von Mitgliedern.
Die Mitgliederversammlung des MDS setzte sich aus Vertretern des GKV-Spitzenverbandes und der fördernden Mitglieder zusammen. Sie beriet über Leitlinien und Grundsätze für die Förderung der Zusammenarbeit in der MDK-Gemeinschaft und mit den Krankenkassen. Hierzu gab sie dem Verwaltungsrat Empfehlungen.
An der Spitze des MDS standen der Geschäftsführer, Peter Pick (Stand 12/2018) und der stellvertretende Geschäftsführer und leitende Arzt, Stefan Gronemeyer (Stand 12/2018). Sie waren zugleich Vorstand im Sinne des § 26 BGB. Die Geschäftsführer stellten den Haushaltsplan und die Jahresrechnung auf und vertraten den MDS gerichtlich und außergerichtlich.